# Chinees schaken op de Aziatische Indoorspelen 2007
Chinees schaken is een van de sporten die werden beoefend tijdens de Aziatische Indoorspelen 2007 in Macau. De sport stond voor het eerst op het programma. Er waren drie onderdelen voor de mannen en een voor de vrouwen.

## Medaillewinnaars

### Mannen individueel
| Goud        | land  | Zilver         | land    | Brons       | land  |
| ----------- | ----- | -------------- | ------- | ----------- | ----- |
| Xu Yinchuan | China | Nguyen Vu Quan | Vietnam | Lei Kam Fun | Macau |

### Vrouwen individueel
| Goud          | land    | Zilver      | land  | Brons       | land      |
| ------------- | ------- | ----------- | ----- | ----------- | --------- |
| Ngo Lan Huong | Vietnam | Chen Lichun | China | Teo Sim Hua | Singapore |

### Mannen rapid
| Goud      | land  | Zilver       | land      | Brons       | land  |
| --------- | ----- | ------------ | --------- | ----------- | ----- |
| Wang Yang | China | Kng Ter Yong | Singapore | Choi Hou Wa | Macau |

### Mannen team
| Goud             | land  | Zilver                        | land    | Brons                       | land     |
| ---------------- | ----- | ----------------------------- | ------- | --------------------------- | -------- |
| Liu Dahua Lu Qin | China | Nguyen Thanh Bao Trenh A Sang | Vietnam | Chiu Yu Kuen Wong Chi Keung | Hongkong |

## Medaillespiegel
| Plaats | Land      | NOC    | Goud · | Zilver · | Brons · | Totaal | Mannen | Mannen | Mannen | Mannen | Vrouwen | Vrouwen | Vrouwen | Vrouwen |
| Plaats | Land      | NOC    | Goud · | Zilver · | Brons · | Totaal | Goud   | Zilver | Brons  | T      | Goud    | Zilver  | Brons   | T       |
| 1      | China     | CHN    | 3      | 1        | 0       | 4      | 3      | 0      | 0      | 3      | 0       | 1       | 0       | 1       |
| 2      | Vietnam   | VIE    | 1      | 2        | 0       | 3      | 0      | 2      | 0      | 2      | 1       | 0       | 0       | 1       |
| 3      | Singapore | SIN    | 0      | 1        | 1       | 2      | 0      | 1      | 0      | 1      | 0       | 0       | 1       | 1       |
| 4      | Macau     | MAC    | 0      | 0        | 2       | 2      | 0      | 0      | 2      | 2      | 0       | 0       | 0       | 0       |
| 5      | Hongkong  | HKG    | 0      | 0        | 1       | 1      | 0      | 0      | 1      | 1      | 0       | 0       | 0       | 0       |
| Totaal | Totaal    | Totaal | 4      | 4        | 4       | 12     | 3      | 3      | 3      | 9      | 1       | 1       | 1       | 3       |